# R음
R음이란 r, ɾ, ɹ, ɻ, ʀ, ʁ, ɽ, ɺ을 말한다.
이 소리는 전통적으로 그리스 문자 rho에서 파생된 기호로 철자법으로 표현되는 유음이다. 여기에는 라틴 문자의 ⟨R⟩, ⟨r⟩ 및 키릴 문자의 ⟨Р⟩, ⟨p⟩가 포함된다. 로마자 ⟨R⟩, ⟨r⟩의 대문자 또는 소문자 변형으로 국제 음성 알파벳의 표기 ⟨r⟩, ⟨ɾ⟩, ⟨ɹ⟩, ⟨ɻ⟩, ⟨ʀ⟩, ⟨ʁ⟩, ⟨ɽ ⟩ 및 ⟨ɺ⟩ 뿐만 아니라 소문자로 변환된 로마자 ⟨a⟩(거의 열린 중심 모음의 기호)와 "비음절" 분음 부호, 즉 ⟨ɐ̯⟩가 결합된다.

## 같이 보기
- 치경 접근 수반음
- 후음 R